# Terence West
Terence Henry "Terry" West (nascido em 19 de setembro de 1939) é um ex-ciclista britânico. Terminou na vigésima sexta posição no contrarrelógio individual durante os Jogos Olímpicos de Tóquio 1964.